# La Belle et la Bête (filme de 2014)
La Belle et la Bête (Brasil: A Bela e a Fera ) é um filme franco-alemão de romance e fantasia baseado no conto de fada tradicional homónimo de Gabrielle-Suzanne Barbot de Villeneuve. Escrito por Christophe Gans e Sandra Vo-Anh e dirigido por Christophe Gans, o filme estrelou Léa Seydoux como Bela e Vincent Cassel como Fera.
O filme foi lançado na França em 12 de fevereiro de 2014 e exibido no 64º Festival de Berlim em 14 de fevereiro e no Brasil em 25 de setembro do mesmo ano. Foi nomeado para a categoria Prémio do Público no Prémios do Cinema Europeu de 2014. Também foi nomeado três vezes no 40º Prémios César, ganhando na categoria Melhor Design de Produção por Thierry Flamand.

## Sinopse
Na França, no ano de 1810, um rico mercador se encontra em ruínas após a perda de seu comércio por causa do naufrágio de seus navios. Então muda-se para outro país com seus seis filhos, sendo três homens e, três mulheres, e a mais nova delas, Belle que é delicada e generosa. Perdido em uma tempestade de neve durante uma viagem angustiante, o comerciante se abriga em um castelo. Ele pega uma rosa para Belle, e então é condenado à morte pelo proprietário, a Fera.
Se sentindo responsável pelo destino que se abateu sobre a sua família, Belle decide se sacrificar por seu pai. Mesmo contra todas as probabilidades, Fera deixa ela viver e permite que ande à vontade em seu castelo. Eles se reúnem todas as noites na hora do jantar, e vão se conhecendo aos poucos. Belle não obedece as ordens de seu anfitrião e tenta desvendar os mistérios do seu campo mágico. Ela descobre sobre uma trágica história de um príncipe arrogante que é transformado em um monstro por um crime horrível. Enquanto isso,  Maxime, um de seus irmãos, entrega o castelo para Perducas. Belle vai abrir o coração e tentar salvar a Fera de sua maldição.

## Elenco
- Vincent Cassel como La Bête (A Fera) / Le Prince (O Príncipe)
- Léa Seydoux como Belle (Bela)
- André Dussollier como Le marchand (O Mercador) / Pai de Belle
- Eduardo Noriega como Perducas
- Myriam Charleins como Astrid
- Sara Giraudeau como Clotilde
- Audrey Lamy como Anne
- Jonathan Demurge como Jean-Baptiste
- Nicolas Gob como Maxime
- Louka Meliava como Tristan
- Yvonne Catterfeld como La Princesse (A Princesa)
- Dejan Bucin como Louis

## Produção
As filmagens foram feitas na Alemanha, no Studio Babelsberg em Potsdam-Babelsberg, entre novembro de 2012 até fevereiro de 2013, com um orçamento total de 35 milhões de euros.

## Lançamento
No Japão, o filme liderou as bilheterias no seu lançamento, tornando-se o primeiro filme que não foi de língua inglesa no topo da bilheteria japonesa desde o filme A Batalha dos 3 Reinos em 2009, e é o primeiro filme francês no topo da bilheteria japonesa desde o filme Les Rivières Pourpres de Mathieu Kassovitz em 2001.

## Bilheteria mundial
O filme arrecadou um total de US$ 49.1 milhões internacionalmente.

## Recepção
Na França, o filme recebeu críticas positivas. France Télévisions disse que o filme de Christophe Gans foi um "grande sucesso". Eles elogiaram as cores e os contrastes da paisagem, que disseram que recordaram a obra do pintor americano Maxfield Parrish, e o estilo visual, que em comparação com os filmes de Mario Bava e Tsui Hark. Eles também observaram que Gans tinha se diferenciado com sucesso o filme, a partir do material de origem e adaptações anteriores, mantendo o "espírito" da história original. Laurent Pecha do EcranLarge disse que o filme estava "longe de ser perfeito", e era "tão ambicioso" comparado à "depressão" do cinema francês que Gans tinha conquistado. Ela disse que a introdução foi "espectacular" e elogiou Gans por sua vontade de fazer o público acreditar que uma "incrível e improvável história de amor", louvaria o "excelente" Seydoux e Cassel. Escrevendo para o TF1, Olivier Corriez deu ao filme 4 estrelas de 5 e comentou que não era fácil, oferecer uma interpretação moderna de A Bela e a Fera, e como já tinha sido adaptada tantas vezes antes, mas achou o filme de Gans, "extravagante" mas "acessível a todos os públicos". Ele disse que achou maravilhosos os contrastes, e elogiou Seydoux por seu "charme e ternura" e Cassel por sua "brutalidade e franqueza."
As avaliações internacionais foram menos consensuais. Jessica Kiang do Indiewire disse que o filme era "imensamente, esmagadoramente chato" e Seydoux desperdiçou tempo em um papel que fez com que ela "mostrasse seus seios e caísse sobre as coisas graciosamente."